# Folland Fo.108
Il Folland Fo.108 noto anche come Folland 43/37 o con il soprannome di Folland Frightful (o Frightener), fu un aereo monoplano utilizzato per i collaudi dei nuovi propulsori sviluppato dalla azienda aeronautica britannica Folland Aircraft  nella seconda metà degli anni trenta del XX secolo e costruito in una piccola serie.

## Storia del progetto
In risposta  alla specifica 43/37 del Ministero dell'Aeronautica per un banco di prova monomotore, con cabina di pilotaggio destinata a contenere un pilota e due osservatori l'ufficio tecnico della Folland Aircraft progettò il Fo.108, conosciuto anche come Folland Frightful. In risposta a questa specifica presentarono progetti anche la Percival Aircraft (con il P.26/P.26A) e la General Aircraft Limited (con il GAL.43). Nel 1938 il Ministero dell'Aeronautica dichiarò vincitore il progetto Fo.108  ed emise un ordine di produzione per dodici velivoli (matricola da P1774 a P1785). Il Fo.108 fu il primo progetto di H.P. Folland ad essere accettato dal Ministero dell'Aeronautica per la produzione. Si trattava di un grande monoplano ad ala bassa a sbalzo con un piano di coda a sbalzo convenzionale. La costruzione era mista, con una fusoliera semimonoscocca in lega leggera, mentre le ali e l'impennaggio di coda erano rivestiti in compensato. Erano stati installati flap divisi e, più vicino alle estremità alari, slat automatici.  Il carrello di atterraggio era fisso a ruotino di coda fisso. L'aereo aveva una cabina di pilotaggio vetrata per il pilota e una cabina per due osservatori dietro e sotto il pilota, allestita in modo da poter effettuare misurazioni dettagliate delle prestazioni del motore durante il volo.
Per consentire la consegna degli aerei dalla fabbrica di Hamble e il successivo trasporto verso nuovi incarichi, erano normalmente dotati di un motore radiale Bristol Hercules. Durante il suo servizio il Fo.108 venne dotato di una serie di altri motori, tra cui il Napier Sabre in linea (quattro), il Bristol Centaurus radiale e il Rolls-Royce Griffon a 12 cilindri V.
Entrato in servizio nel 1940, il modello Fo.108 fu utilizzato dalla Bristol Aeroplane Company, dalla Napier, dalla Rolls-Royce, e dalla divisione motori della De Havilland per il collaudo delle eliche quadripala, con cinque dei dodici aerei di produzione andati persi in incidenti tra il 28 aprile e il 18 settembre 1944, e di conseguenza il tipo si guadagnò il soprannome di "Frightener". In totale, durante i test si verificarono otto incidenti. La prima perdita fu registrata il 28 aprile 1944, quando l'ottavo esemplare si schiantò in fase di decollo a Heston durante il collaudo del motore Bristol Centaurus IV. I motori Bristol Centaurus I e IV distrussero rapidamente altri tre aerei Folland 43/37 in sole tre settimane. Il terzo, il primo e il secondo aereo si schiantarono il 28 agosto, il 14 e il 18 settembre 1944. Anche il sesto aereo andò perso il 14 settembre mentre volava con un motore Napier Sabre I. I restanti due velivoli furono demoliti nel 1945: l'undicesimo il 5 marzo, dopo aver testato un motore Bristol Hercules XI, e il quinto il 27 marzo, dopo aver testato un motore Rolls-Royce Griffon.